# قورباغه ران‌نارنجی
قورباغه ران‌نارنجی (نام علمی: Litoria xanthomera) نام یک گونه از سرده قورباغه درختی استرالیایی است.